# رايت آر-3350 دوبلكس سيكلون
كان رايت آر-3350 دوبلكس سيكلون أحد أقوى محركات الطائرات الشعاعية التي أُنتجت في الولايات المتحدة.

تكون المحرك من 18 أسطوانة مُرتبة في صفين، وزُوِد بشاحن توربيني فائق، وكان يُبرد بالهواء.
تراوحت قدرة المحرك من 2200 حصان إلى ما يزيد عن 3700 حصان (1640 كيلو وات إلى 2760 كيلو وات)، طبقاً لطراز المحرك.
صُنع المحرك قبل الحرب العالمية الثانية، واستغرق تطويره وقتاً طويلاً قبل أن يُصبح جاهزاً لتشغيل طائرة بوينغ بي-29 سوبر فورترس. تطور المحرك بعد الحرب بشكل كافي، جعله ضمن المحركات الرئيسية لأكبر الطائرات المدنية، وبشكل ملحوظ في صورته كمحرك مركب توربيني (محرك متردد مُزود بتربينة، تستفيد من طاقة غازات العادم).
يُستخدم المحرك الآن في طائرة هوكر سي فوري وطائرات إف 8 إف بيركات، المتسابقة في سباقات رينو الجوية ‏.

## التصميم والتطوير

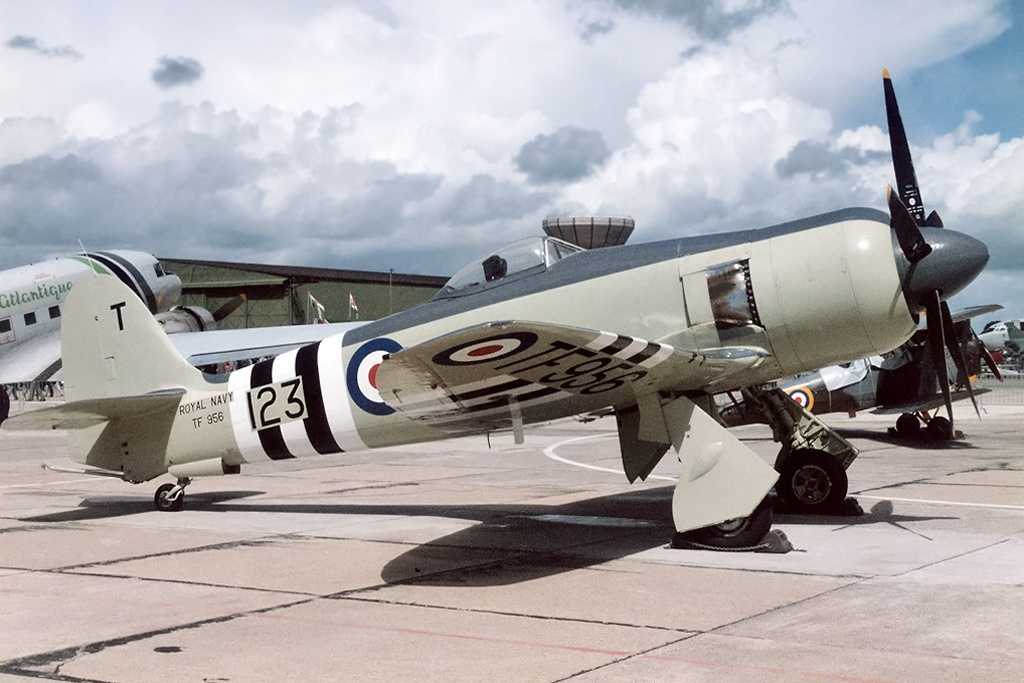
هوكر سي فيوري

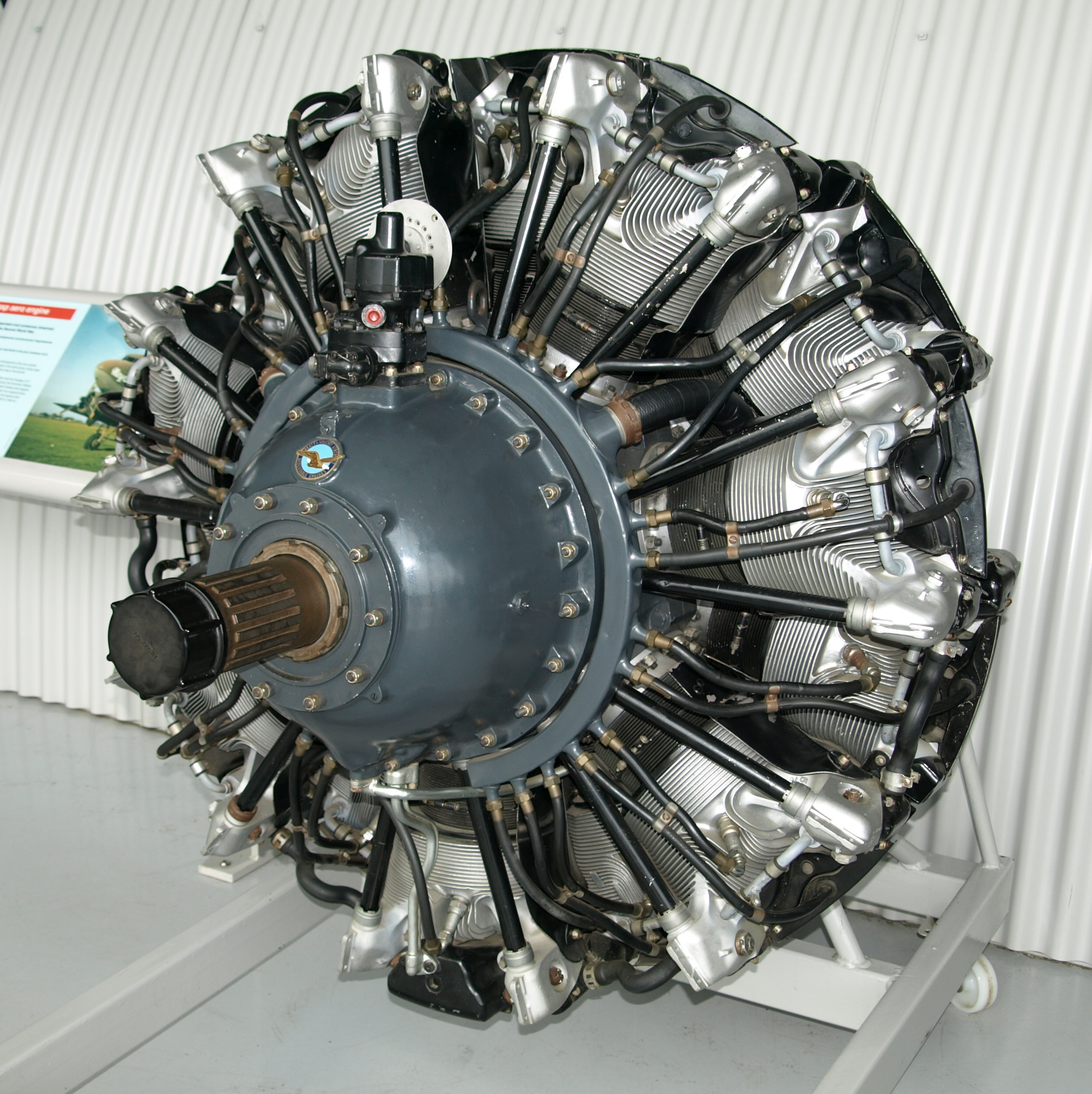
برات آند ويتني آر-1830 توين واسب.

كشفت شركة رايت للطيران عن محركها الشهير «سيكلون» في عام 1927، الذي شغل العديد من الطائرات في ثلاثينيات القرن العشرين.
بعد اندماج شركة رايت مع كورتيس لتُصبح كورتيس رايت في عام 1929، بُذل جهد لإعادة تصميم المحرك لتبلغ قدرته الناتجة 1000 حصان (750 كيلو وات).
عمل محرك رايت الجديد رايت آر-1820 سيكلون 9 لأول مرة بنجاح في عام 1935، وأصبح أحد أكثر محركات الطائرات المستخدمة في ثلاثينيات القرن العشرين و الحرب العالمية الثانية، حيث شغل كل نماذج الطائرات ذات المحركات الأمامية (النماذج سي والنماذج جي) من قاذفة القنابل بي-17 فلاينج فورترس التابعة للحلفاء. زودت جنرال إليكتريك كل محرك بشاحن توربيني للحصول على أقصى قدرة ناتجة عند الارتفاعات العالية.
بدأت شركة برات آند ويتني بحلول عام 1931،  تطوير تصميم محركها الشهير برات آند ويتني واسب (انظر: فئة برات آند ويتني واسب) المكون من 9 أسطوانات في صف واحد، إلى تصميم أكبر حجماً وأكثر قدرة، مكون من 14 أسطوانة مرتبة في صفين (انظر: برات آند ويتني أر-1830 توين واسب) بسعة 30 لتر تقريباً، ليتنافس مع محرك سيكلون الأكبر أحادي الصف.
قررت شركة رايت في عام 1935 اتباع خُطى برات آند ويتني، وبدأت بتطوير محركات أكبر حجماً على أساس ميكانيكا محرك سيكلون. نتج عن ذلك تصميمان لهما شوط قصير، تكون أحدهما من 14 أسطوانة وتطور هذا فيما بعد إلى رايت آر-2600 توينن سيكلون، بينما كان التصميم الآخر أكبر وتكون من 18 أسطوانة، وأصبح فيما بعد أر-3350.
خضع للتجربة طراز أكبر مكون من 22أسطوانة في صفين، وهو رايت آر-4090 سيكلون 22 ‏، لينافس محرك برات آند ويتني آر-4360 واسب ماجور المكون من 28 أسطوانة مُرتبة في 4 صفوف، والبالغة سعته 71.5 لتراً، لكن المحرك لم يُنتج.
كانت أول نماذج محرك رايت آر-3350 البالغة سعته 55 لتراً، قد بدأت بالعمل في مايو في عام 1937، بينما كانت برات آند ويتني تبدأ تطوير محركها الشعاعي مرتفع القدرة  برات أند ويتنيي أر-2800 دوبل واسب، المكون من 18 أسطوانة في صفين والبالغة سعته 46 لتراً.
استُكملت عملية التطوير ببطئ، بسبب صعوبة طبيعة المحرك من حيث التكوين وجذب محرك أر-2600 لمزيد من الاهتمام. لم يُحلق محرك أر-3350 حتى عام 1941، وذلك بعدما أُعيد تصميم نموذج طائرة دوغلاس إكس بي-19 لتستخدم أر-3350 بدلاً من أليسون في-3420 ‏.
تغيرت الأحداث بشكل درامي في عام 1940 مع تقديم مؤسسة الجيش الأمريكي الجوية لعقد جديد لصناعة قاذفة قنابل طويلة المدى، قادرة على الطيران من أمريكا إلى ألمانيا بحمولة قنابل وزنها 20000 رطل (9000 كجم). تطلبت التصاميم الجديدة نفس مقدار القدرة، على الرغم من كونها أصغر حجما من تصاميم قاذفة القنابل دي التي نتج عنها دوغلاس إكس بي-19.
عندما عادت التصاميم الأولية في صيف 1940، استخدمت ثلاثة تصاميم من التصاميم الأربعة محرك أر-3350. ظهر هذا المحرك فجأة كمحرك المستقبل لطيران الجيش، وبُذلت جهود جادة لبداية إنتاج التصميم.
بدأت كرايسلر إنشاء مصنع دودج شيكاجو ‏، الذي صممه ألبرت خان، وعمل المصنع الجديد بالكامل في بداية عام 1944.

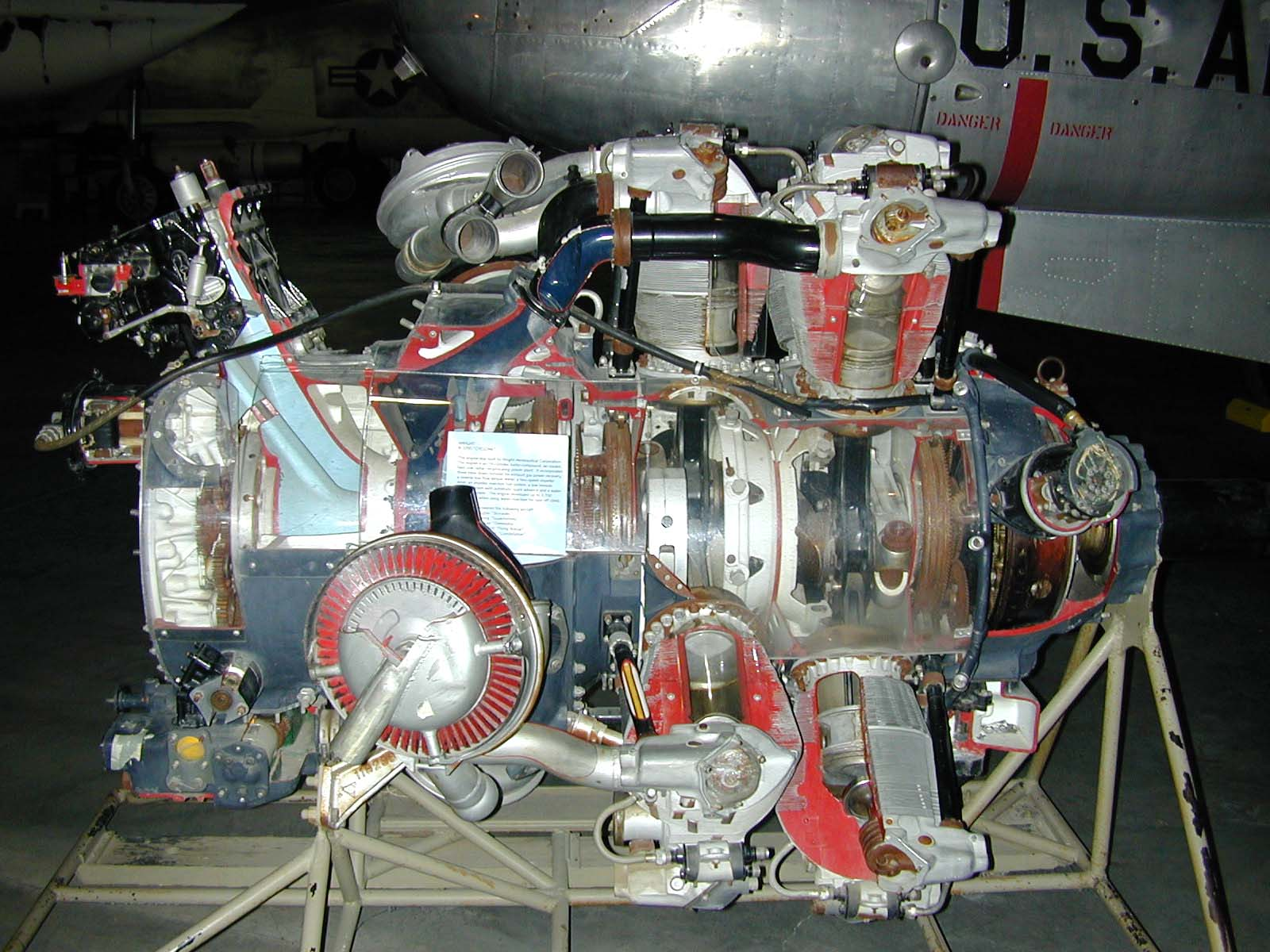
محرك رايت آر-3350 الشعاعي التوربيني المركب. تظهر تربينتان لاسترجاع طاقة العادم خارج منطقة غلاف المروحة (الجزء العلوي الفضي)، وفي الأسفل (الريش الحمراء) متصلة بعمود المرفق عن طريق ترس.

كانت بوينغ بي-29 سوبر فورترس التي اعتُبرت نتاج التطوير النهائي لمشروع  قاذفة القنابل الجديدة، تحلق بحلول عام 1943. 
ظلت المحركات غير مستقرة، وظهر بعض القلق بسبب زيادة حرارة مؤخرة الأسطوانات، بسبب التسامح القليل بين حواجز الأسطوانات وغلاف المحرك. أُجريت العديد من التغييرات على خط إنتاج سوبر فورترس، لتوفير المزيد من التبريد عند السرعات المنخفضة، وسرعان ما استُخدمت الطائرة في المحيط الهادئ في عام 1944.
لم يكن هذا تصرفاً حكيماً، حيث نتج عن اجتماع الخطط الأولية لأقصى وزن يمكن أن تحمله بي-29 مع درجات الحرارة المرتفعة للمطارات الاستوائية، التي كانت بي-29 تهبط فيها، إلى مشاكل بسبب زيادة الحرارة لم يتم حلها بالكامل، وأثرت ذلك بالسلب على صمامات المحركات.
أدى محتوى المغنسيوم المرتفع في سبيكة علبة المرافق التي قد تكون قابلة للإشعال إلى حدوث حرائق في المحرك-تقترب درجة حرارة الحريق أحياناً إلى 3100 سليزيوس-  بدرجة كثيفة قد تؤدي لحرق عضد الجناح في ثواني، مما ينتج عنه تلف كارثي في الجناح.
احتوت الطرازات الأولى من محرك أر-3350 على مكربنات، بالرغم من أن المدخل المرفقي السئ التصميم إلى الشاحن التوربيني الفائق، أدى إلى مشاكل خطيرة في توزيع الوقود أو الهواء.
تغير نظام الوقود قُرب انتهاء الحرب العالمية الثانية، واستُخدم نظام الحقن المباشر للبنزين لحقن الوقود مبشرة داخل غرفة الاحتراق. أدى هذا التغيير إلى تحسين فعالية المحرك. أُعيد تصميم المحرك بعد الحرب، وأصبح مفضلاً للطائرات الكبيرة خاصة لوكهيدد كونستليشن ودوغلاس دي سي-7.
تطور نظام المحرك المركب التوربيني ‏  بعد الحرب، ليحقق كفاءة وقود أفضل. وُضِعت في هذه الطرازات ثلاثة تربينات في أنبوب العادم لكل مجموعة من 6 أسطوانات، واتصلت بعمود المرفق بواسطة وصلات تقارن مائعي لتوفير قدرة أكبر.
استرجعت التربينات حوالي 20% من طاقة العادم (حوالي 450 حصان (340 كيلو وات) كانت ستصبح طاقة ضائعة وتُقلل من فعالية المحرك، واعتاد تسميتها بتربينات الاسترجاع، حيث أن زيادة حرارة العادم كانت تشير إلى عودة العادة القديمة للمحرك بتآكل صمامات العادم).
كانت محركات الطائرات المزودة بتربينات الاسترجاع تحرق نفس كمية الوقود، التي يحرقها محرك برات آند ويتني آر-2800 القديم، بينما تُنتج قدرة حصانية أكبر. بلغت تكلفة محرك دي ايه-3/دي-4، 88200 دولار في 15 أكتوبر 1957.
تحسنت فعالية المحرك وكذلك متوسط الزمن بين فترات الصيانة ليصل إلى 3500 ساعة، كما تحسن الاستهلاك النوعي الفرمليي للوقود في حدود 0.4 باوند/حصان/ساعة (243 جرام/كيلو وات ساعة، لتصبح كفاءة الوقود 34%).
يقتصر ضغط الأنبوب المتشعب للمحركات المستخدمة اليوم على ضغط 180 كيلو باسكال لتعطي قدرة 2880 حصان (2150 كيلو وات) باستخدام وقود ذو رقم أوكتان 130/100، بدلاً من ضغط 201 كيلو باسكال وقدرة 3400 حصان (2500 كيلو وات) التي من الممكن الحصول عليها باستخدام وقود ذو رقم أوكتان 145/115، والذي لم يُعد متاح بسبب العديد من المركبات السامة الموجودة فيه.

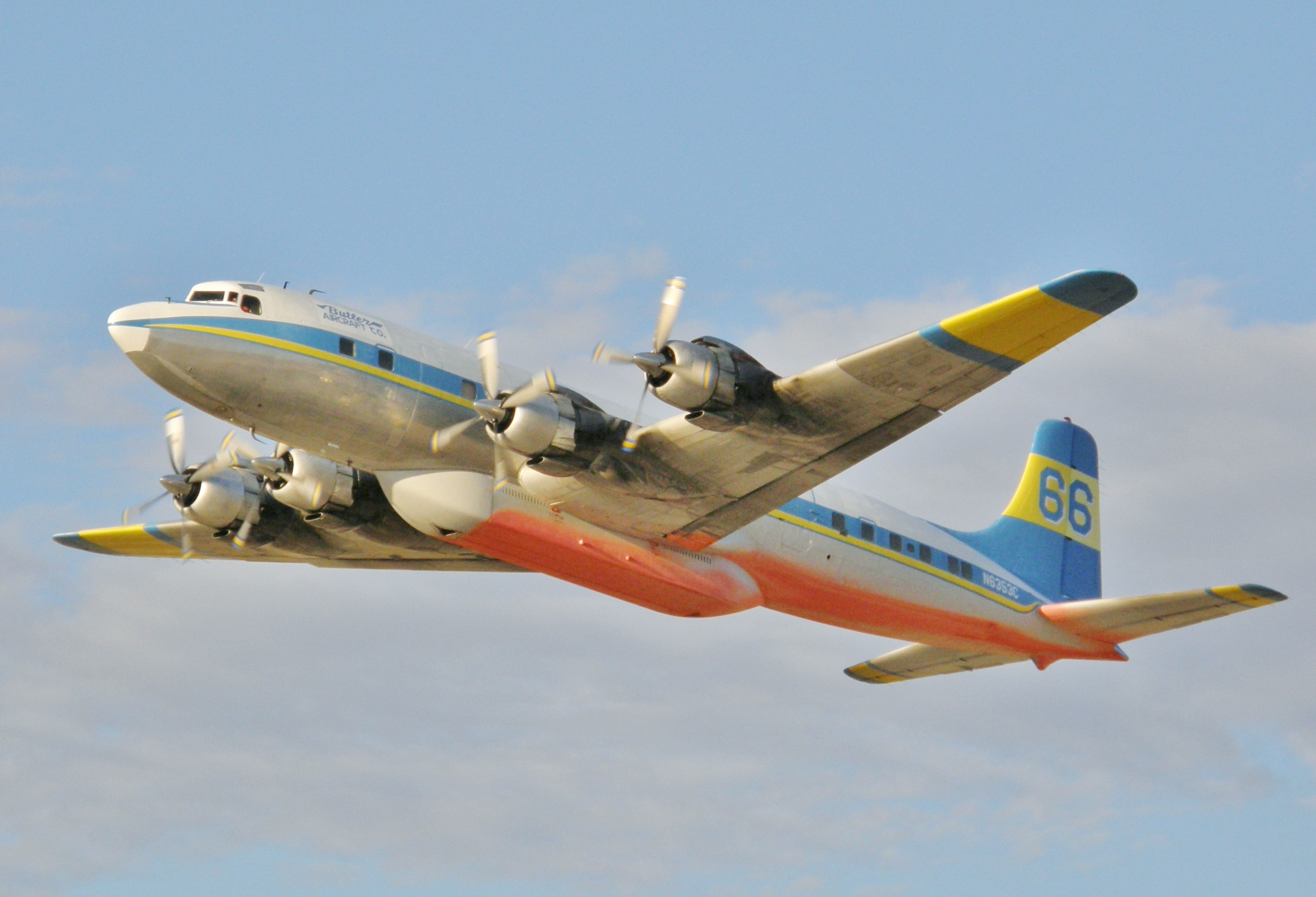
دوغلاس دي سي-7

يُستخدم محرك أر-3350 بواسطة العديد من الطائرات المتسابقة في سباقات رينو الجوية. اشتملت التعديلات على طائرة راير بير ‏ استخدام غلاف مانع للضوضاء، صُمم لمروحة دافعة تدور ببطئ، أُخذت من محرك أر-3350 استُخدم في طائرة لوكهيد إل-1649 ستارلينر بالإضافة إلى أجزاء توليد القدرة (علبة المرافق و عمودد المرفق والمكابس والأسطوانات)، التي أُخذت من محرك أر-3350 استُخدم في طائرة دوغلاس دي سي-7.
أُخِذَ الشاحن التوربيني الفائق من محرك أر-3350، الذي استُخدم في طائرة لوكهيد إي سي-121، ورُكِبَ المحرك مُزوداً بنظام حقن لأكسيد النيتروز.
كانت قدرة محرك أر-3350 تساوي 2800 حصان (2100 كيلو وات) عند 2600 دورة/دقيقة، عند ضغط 150 كيلو باسكال في أنبوب الدخول المتشعب، ومع تطبيق التعديلات السابقة، وصلت قدرة محرك راير بير إلى 4000حصان (3000 كيلو وات) عند 3200 دورة/دقيقة عند ضغط 270 كيلو باسكال في أنبوب الدخول المتشعب، و4500 حصان (3400 كيلو وات) عند استخدام حقن أكسيد النيتروز.

## الطرازات

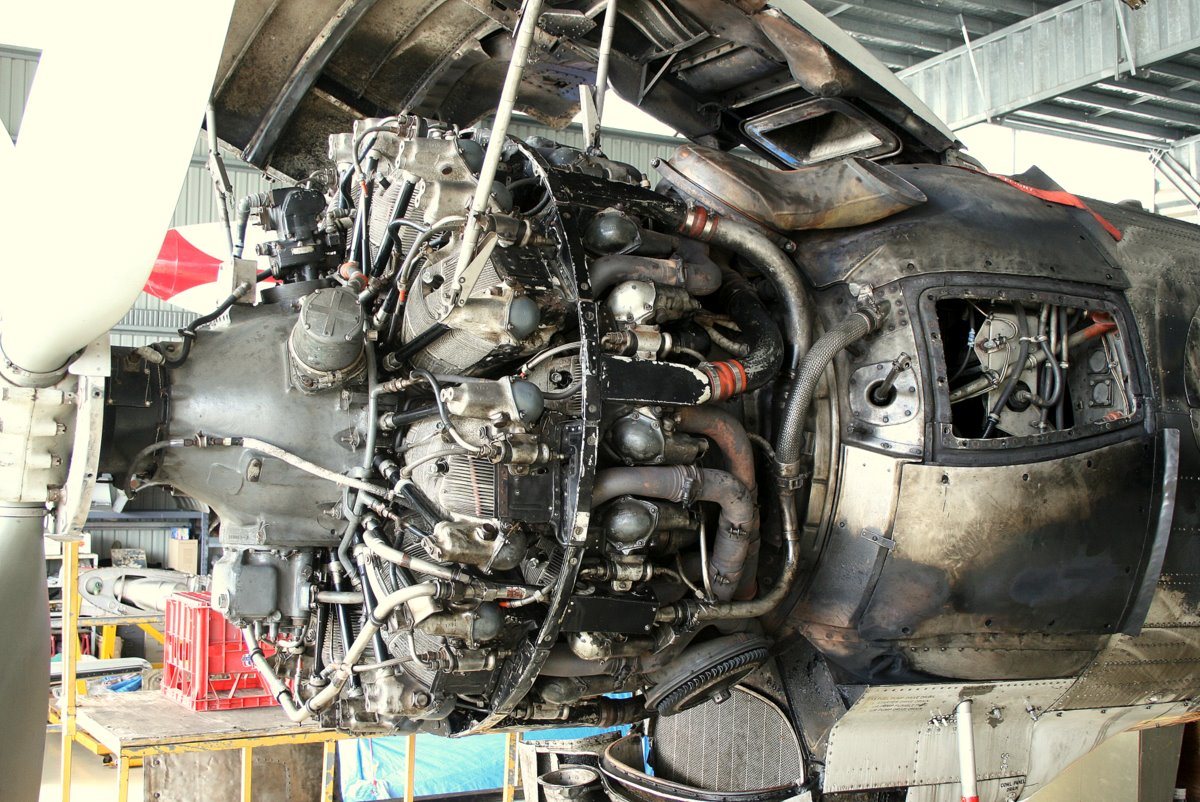
محرك رايت آر-3350 المركب التوربيني الشعاعي، مُركب في الموضع الرابع على الجناح الأيمن لطائرة لوكهيد سوبر كونستليشن.

- أر-3350-13: 2200 حصان (1640 كيلو وات).
- أر-3350-23: 2200 حصان (1640 كيلو وات).
- أر-3350-13: 2200 حصان (1640 كيلو وات).
- أر-3350-24 دبليو: 2500 حصان (1860 كيلو وات).
- أر-3350-26 دبليو: 2800 حصان (2090 كيلو وات).
- أر-3350-32 دبليو: 3700 حصان (2760 كيلو وات).
- أر-3350-34: 3400 حصان (2540 كيلو وات).
- أر-3350-42 دبليو ايه: 3800 حصان (2830 كيلو وات).
- أر-3350-53: 2700 حصان (2010 كيلو وات).
- أر-3350-57: 2200 حصان (1640 كيلو وات).
- أر-3350-85: 2500 حصان (1860 كيلو وات).
- أر-3350-89 ايه: 3500 حصان (2610 كيلو وات).
- أر-3350-93 دبليو: 3500 حصان (2610 كيلو وات).

## التطبيقات

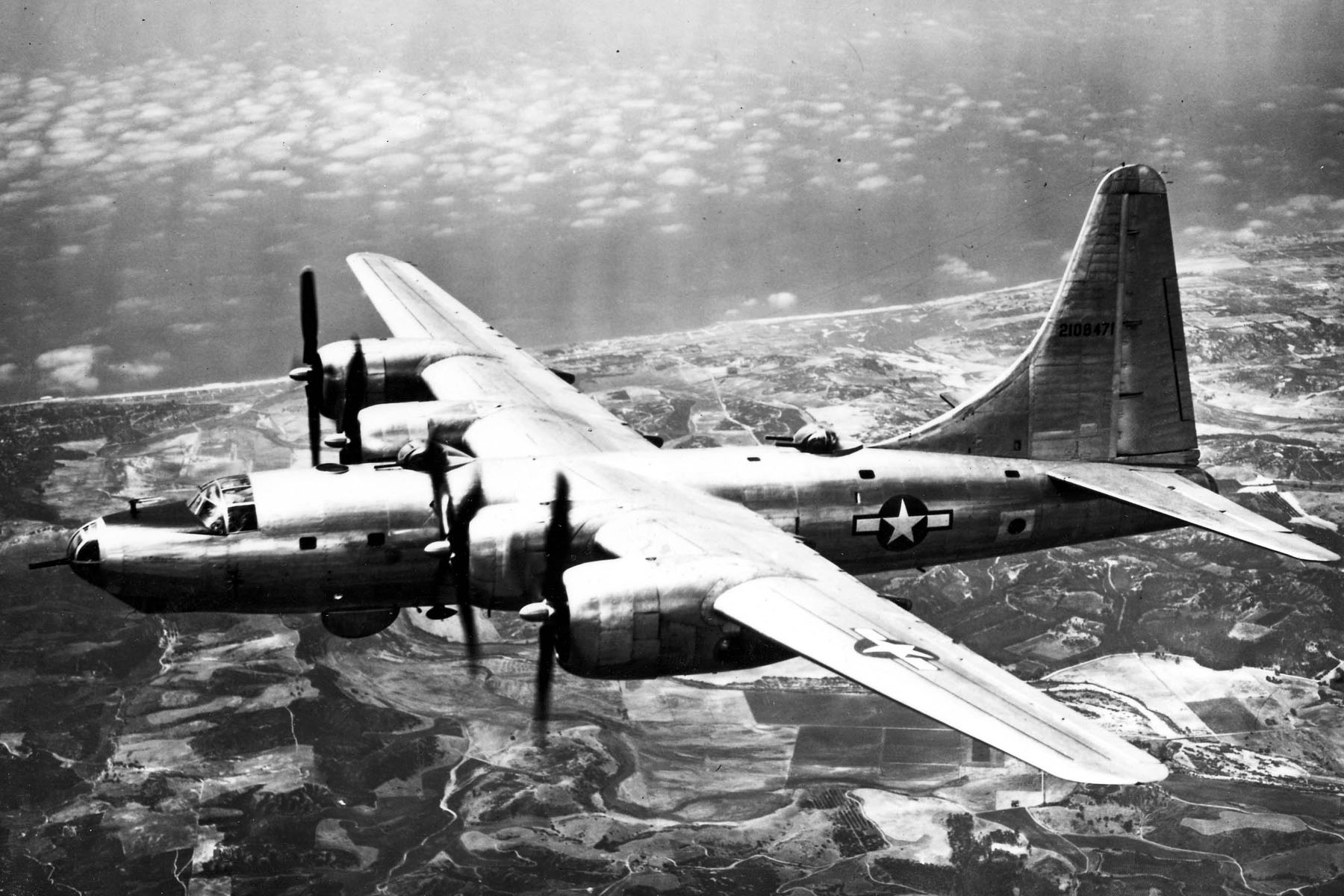
كونسوليداتيد بي-32 دوميناتور

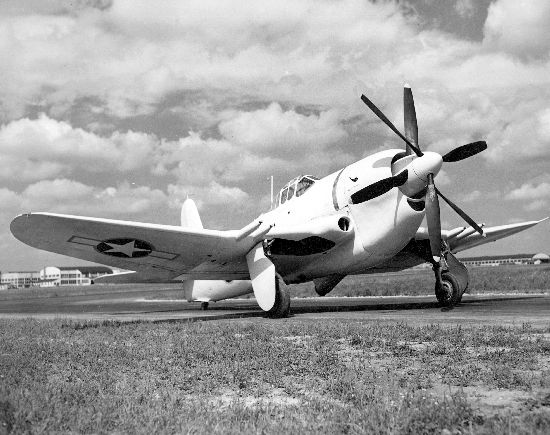
كورتيس إكس إف 14 سي

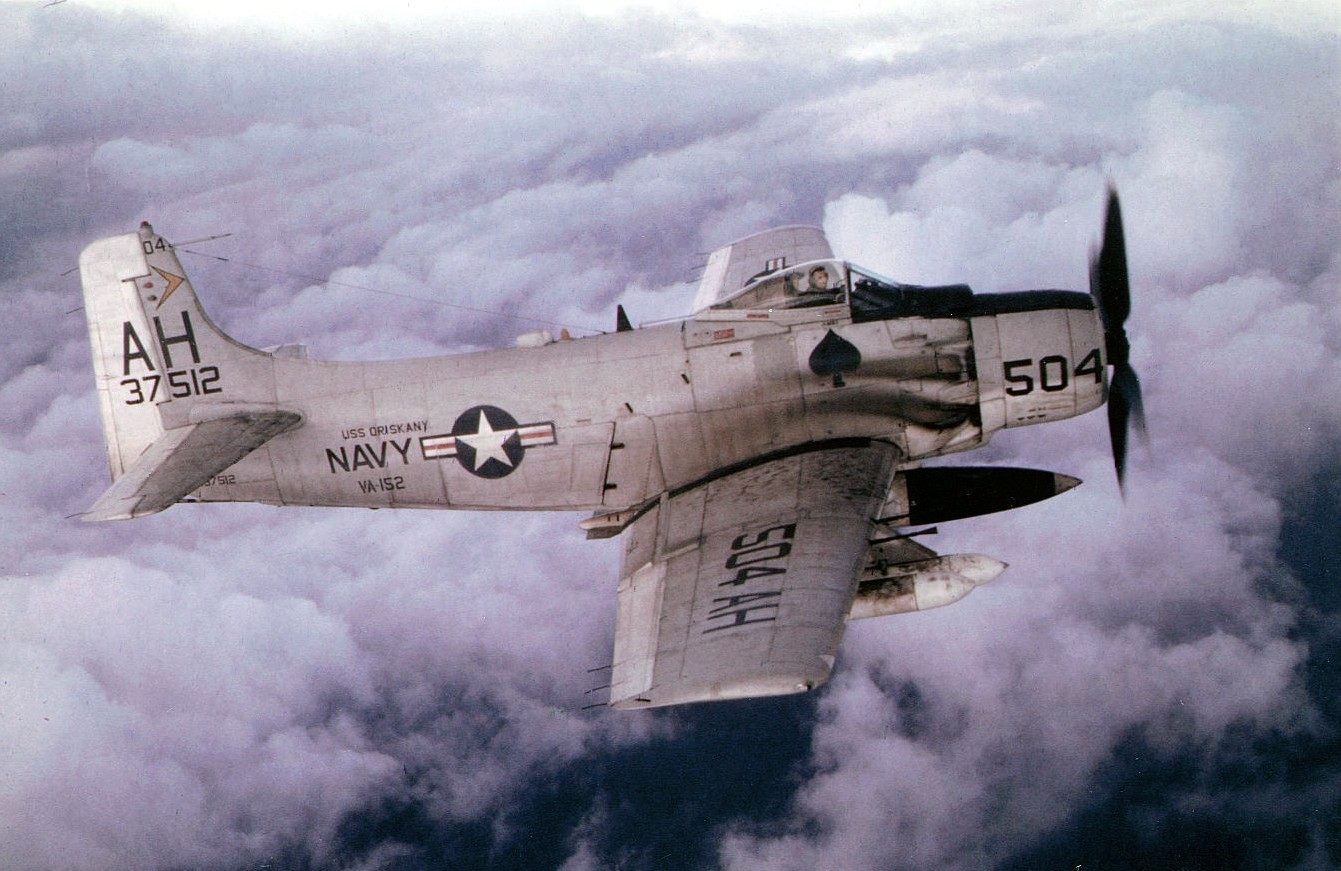
دوغلاس إيه-1 سكاي رايدر

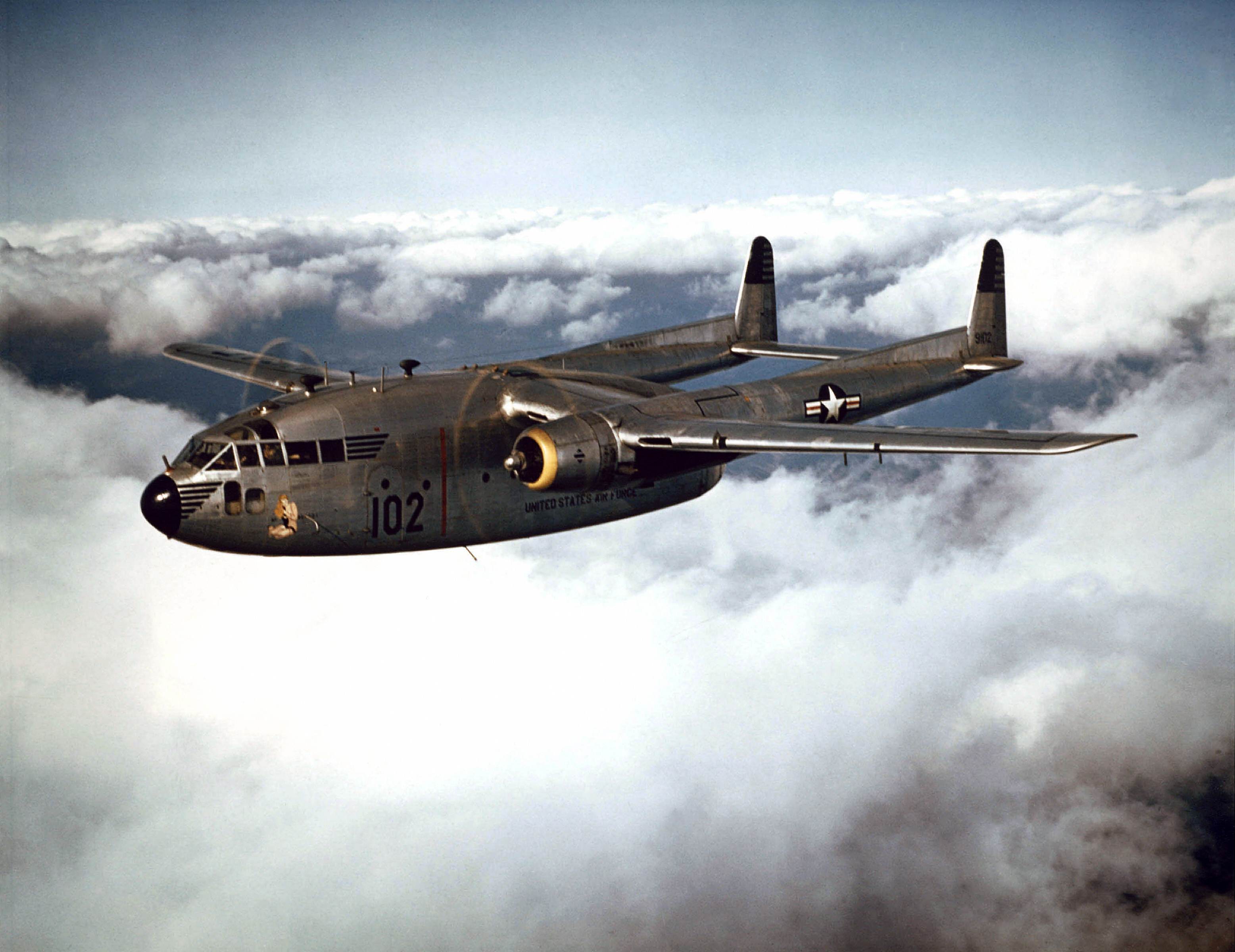
فيرتشايلد سي-119 فلينج بوكسكار

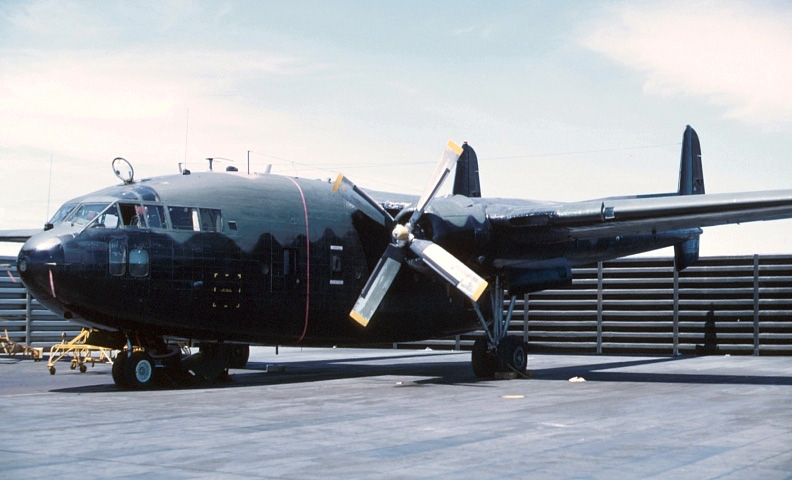
فيرتشايلد ايه سي-119

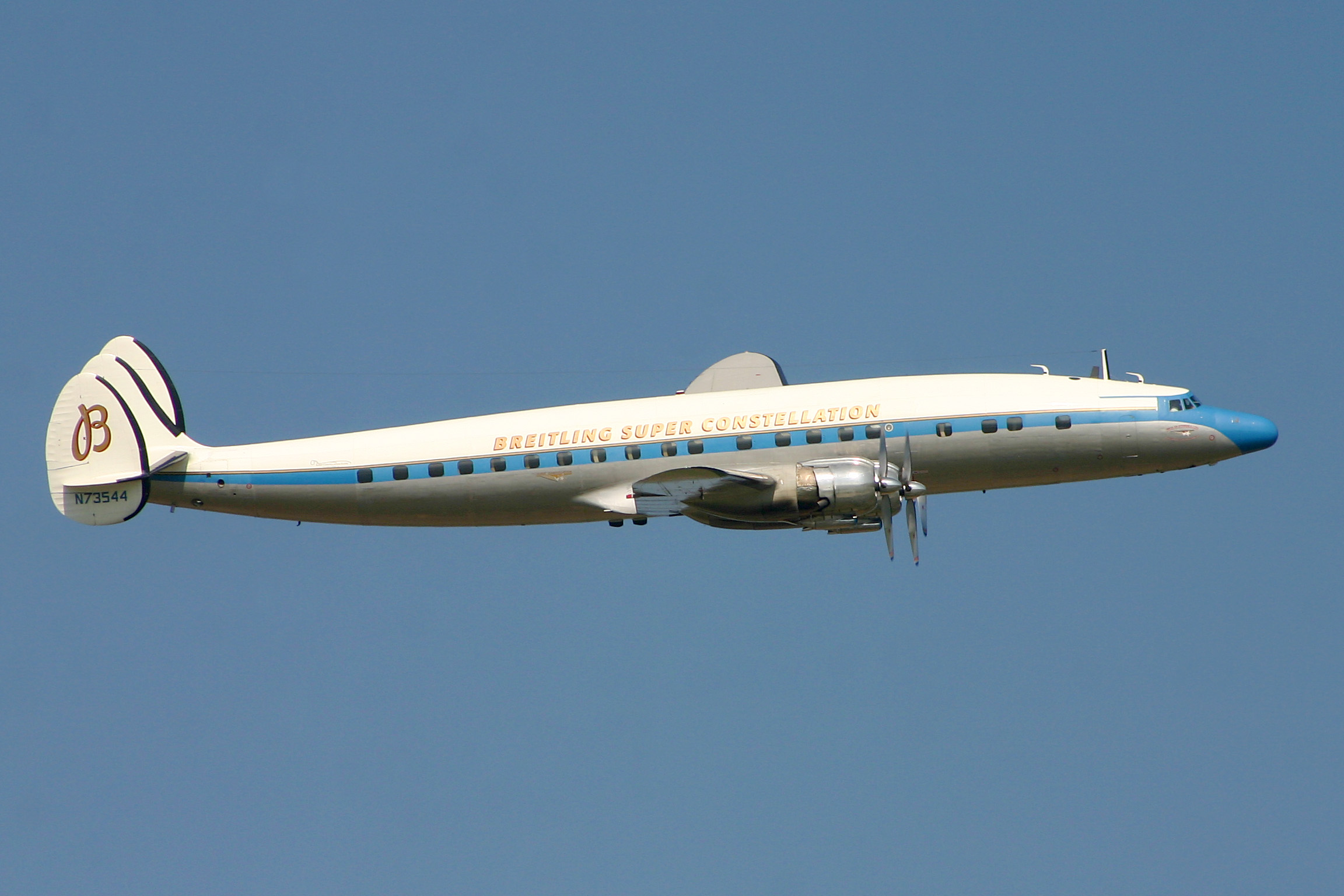
طائرة سي-121 سي سوبر كونستليشن محفوظة، تحلق في عام 2004.

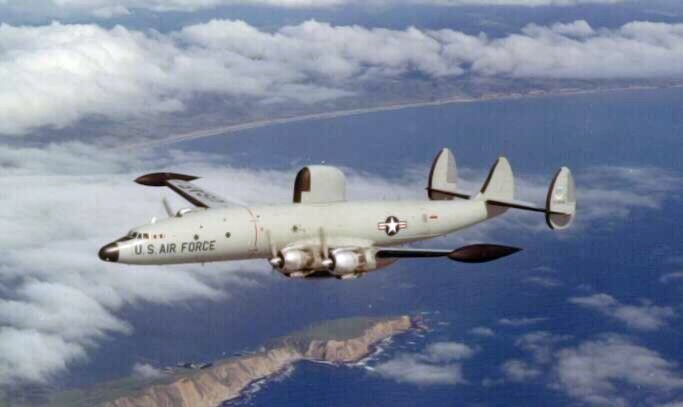
لوكهيد إي سي-121 ورنينج ستار

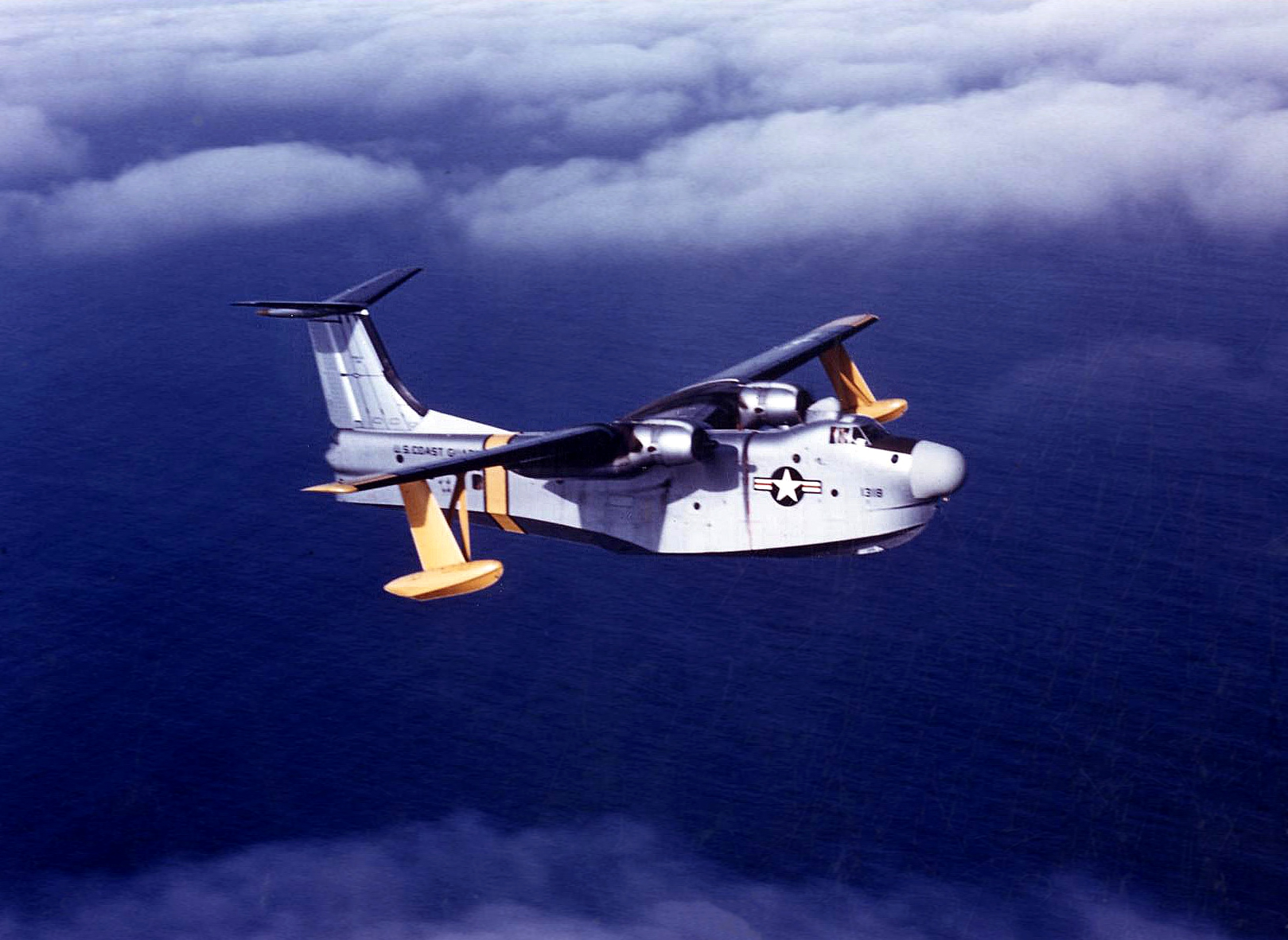
مارتن بي-5 إم مارلين

استُخدم المحرك في الطائرات التالية:
- بيتشكرافت إكس ايه-38 جريزلي
- بوينغ بي-29 سوبر فورترس
- بوينغ سي-97 سترتوفريتر

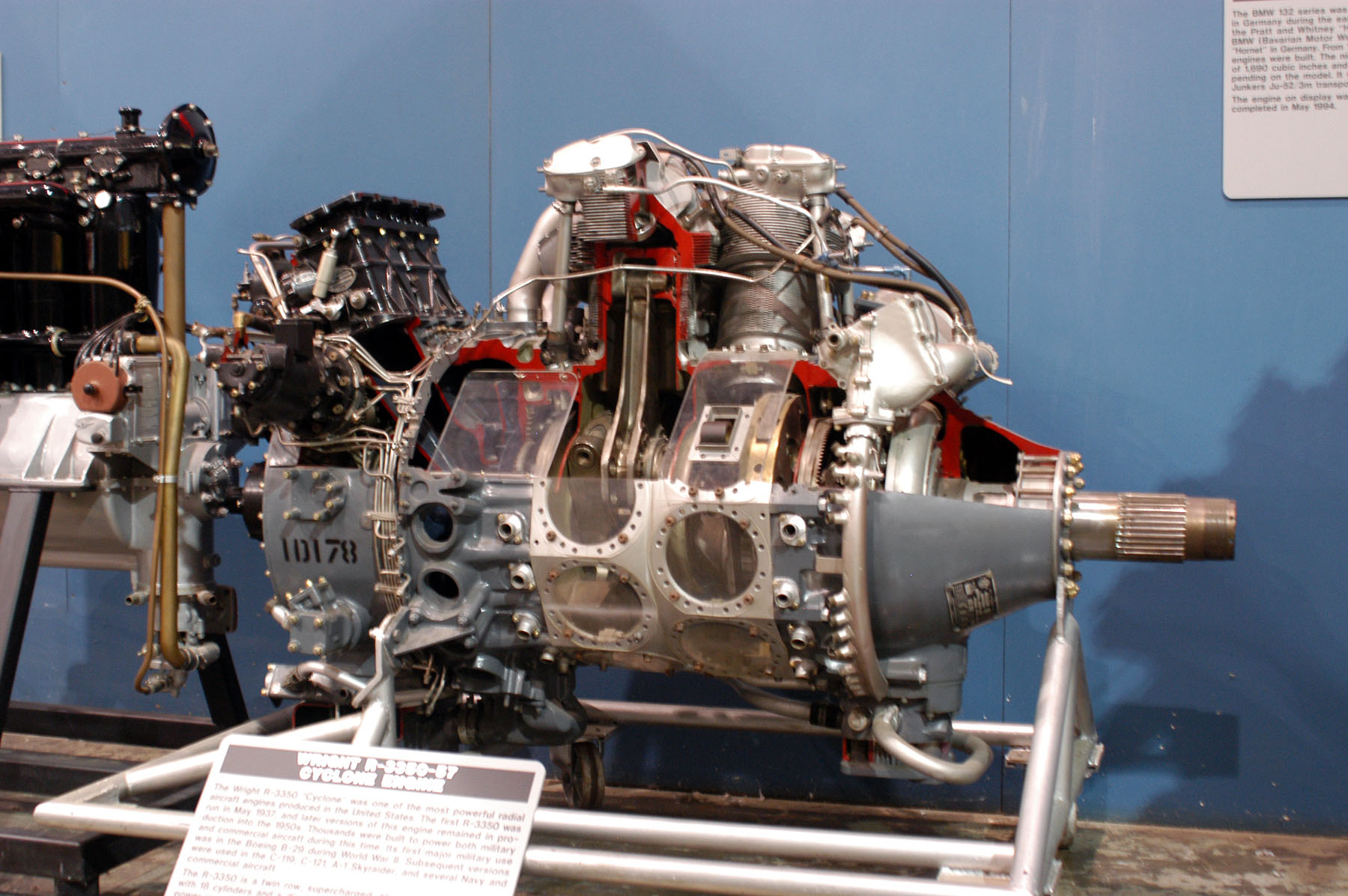
محرك رايت آر-3350 الشعاعي.
يظهر من اليمين لليسار: عمود دوران المروحة الدافعة، علبة تروس تخفيض السرعة، ممغنط (باللون الفضي) وأسلاك، أسطوانتين (يظهر أسفل الأسطوانتين مع عمود التوصيل)، غلاف المروحة الدافعة ومخارج أنابيب حقن الوقود، مكربن حاقن (باللون الأسود)، صندوق تروس ملحق في أقصى اليسار.

- طائرة بوينغ أكس بي بيبي-1 سي راينجر
- كانادير سي بي-107 أرجوس
- كونسوليداتيد بي-32 دوميناتور
- كورتيس إكس بي تي سي-2
- كورتيس إكس إف 14 سي
- كورتيس إكس بي-62
- دوغلاس إيه-1 سكاي رايدر
- Douglas BTD Destroyer
- دوغلاس دي سي-7
- Douglas XB-19
- Douglas XB-31
- فيرتشايلد سي-119 فلينج بوكسكار
- فيرتشايلد ايه سي-119
- لوكهيد كونستليشن
- لوكهيد إل-049 كونستليشن
- لوكهيد سي-69 كونستليشن
- لوكهيد إل-649 كونستليشن
- لوكهيد إل-749 كونستليشن
- لوكهيد إل-1049 سوبر كونستليشن
- لوكهيد سي-121 كونستليشن
- لوكهيد أر 7 في-1 كونستليشن
- لوكهيد إي سي-121 ورنينج ستار
- لوكهيد إل-1649 ستارلاينر
- لوكهيد بي-2 نبتون
- لوكهيد إكس بي-30
- مارتن جيه أر إم مارس
- مارتن إكس بي-33 سوبر ماراودر
- مارتن بي-5 إم مارلين
- ستروكوف واي سي-134

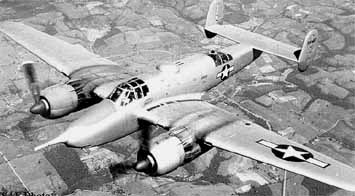
بيتشكرافت إكس ايه-38 غريزلي
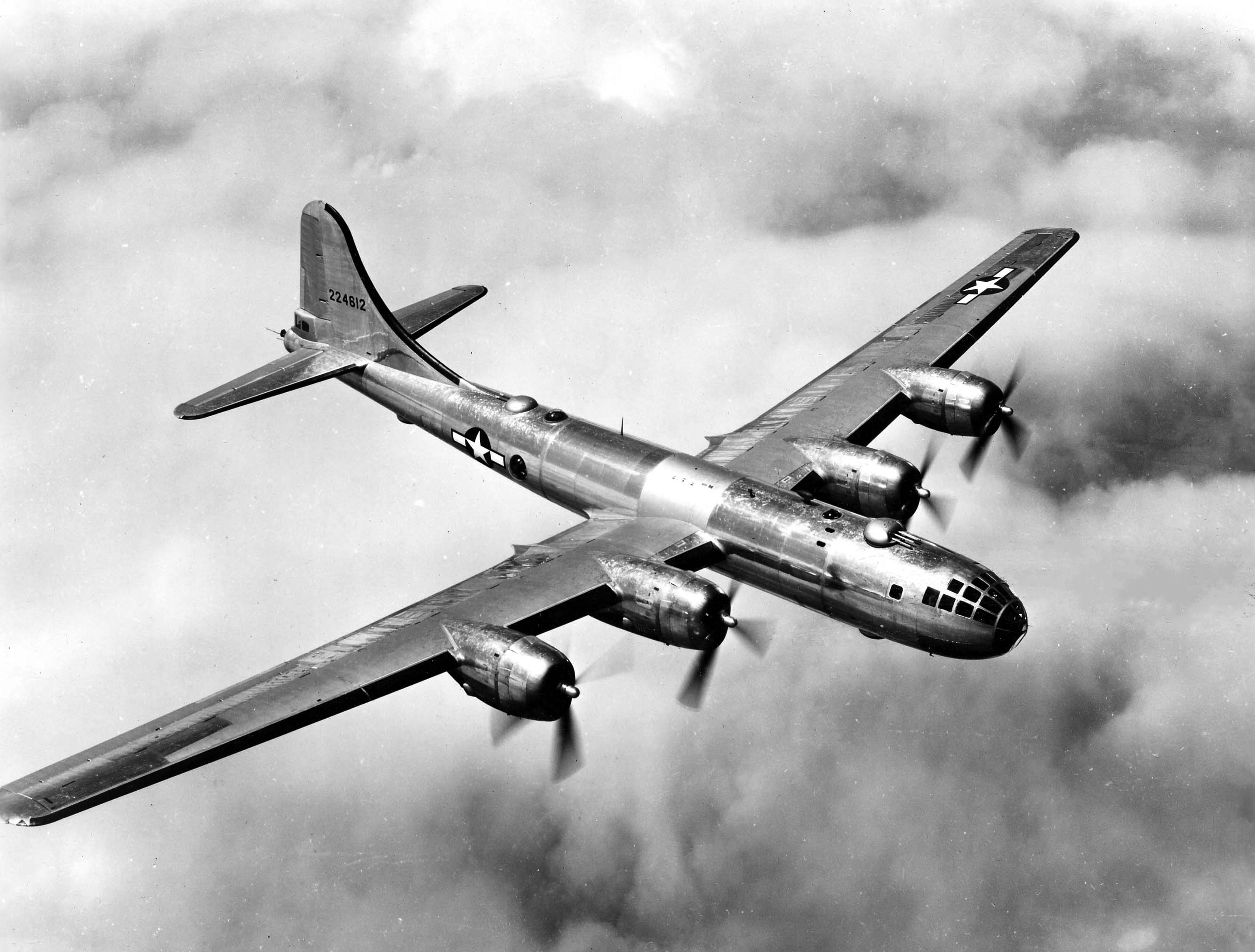
بوينغ بي-29 سوبر فورترس
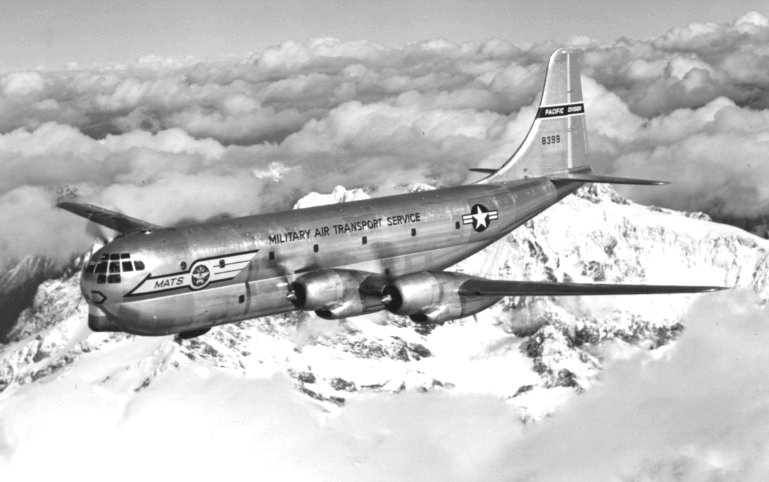
بوينغ سي-97 سترتوفريتر
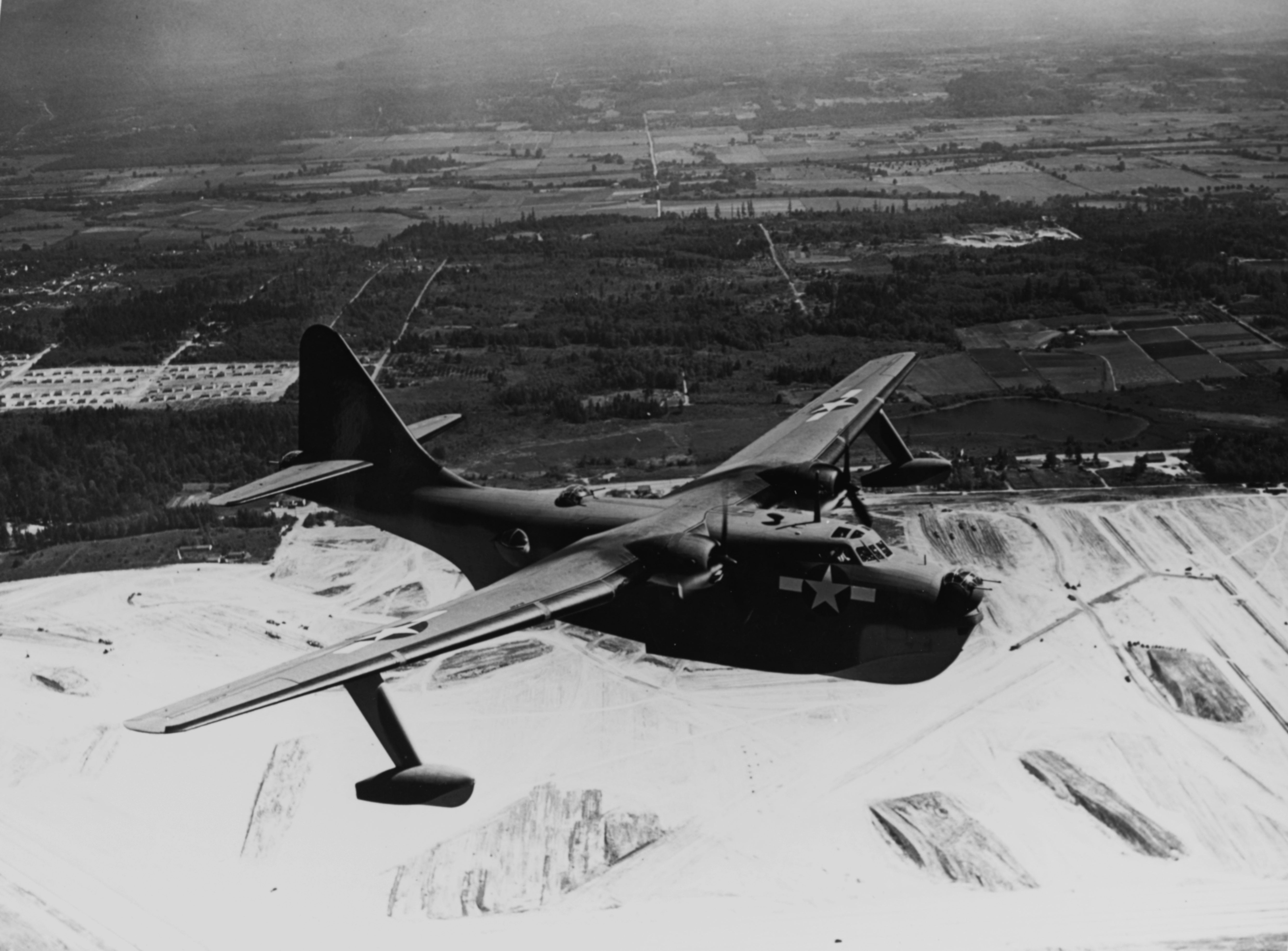
بوينغ إكس بي بي بي سي رانجر
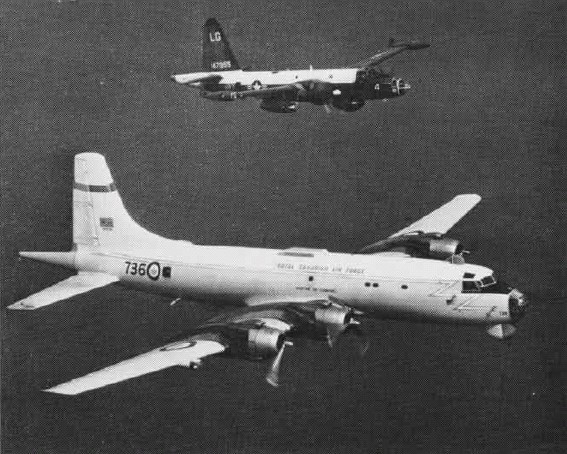
كانادير سي بي-107 أرجوس
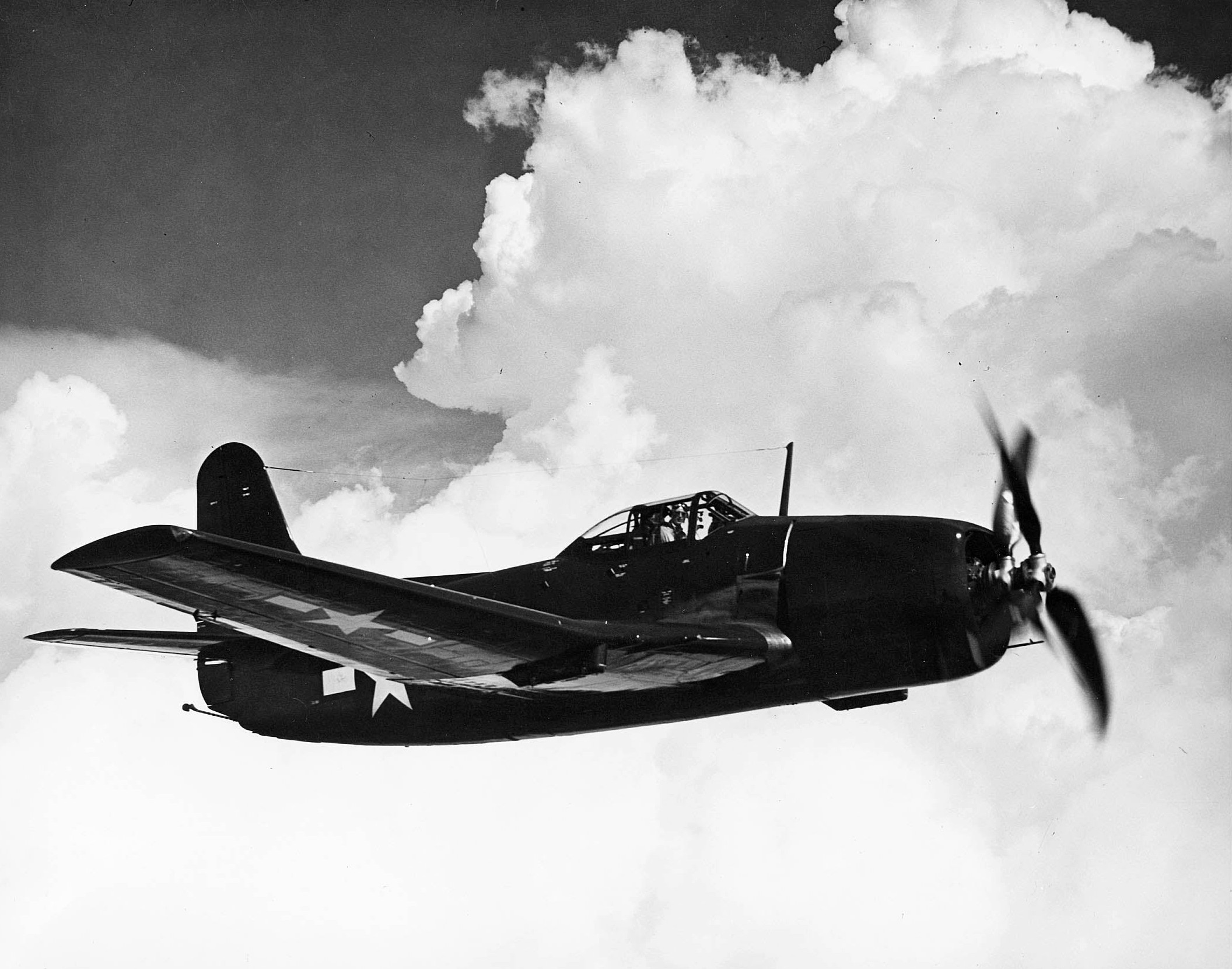
كورتيس إكس بي تي سي-2
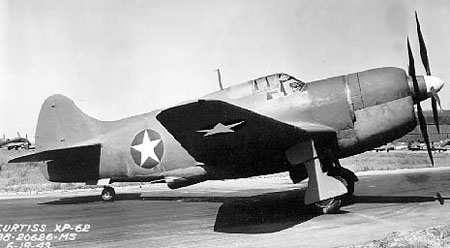
كورتيس إكس بي-62
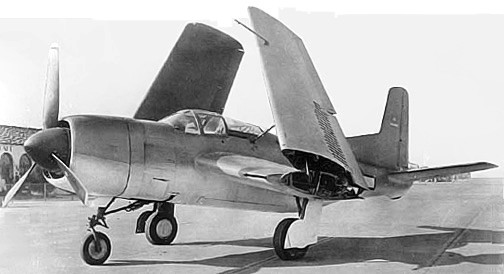
دوغلاس بي تي دي-1 ديستروير
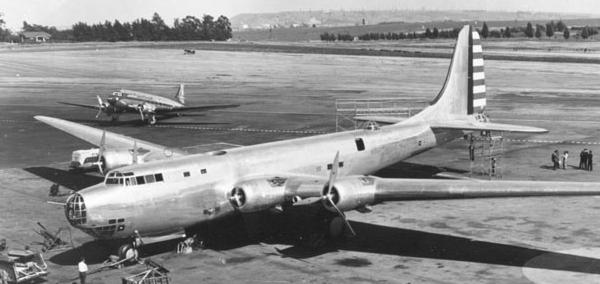
دوغلاس إكس بي-19
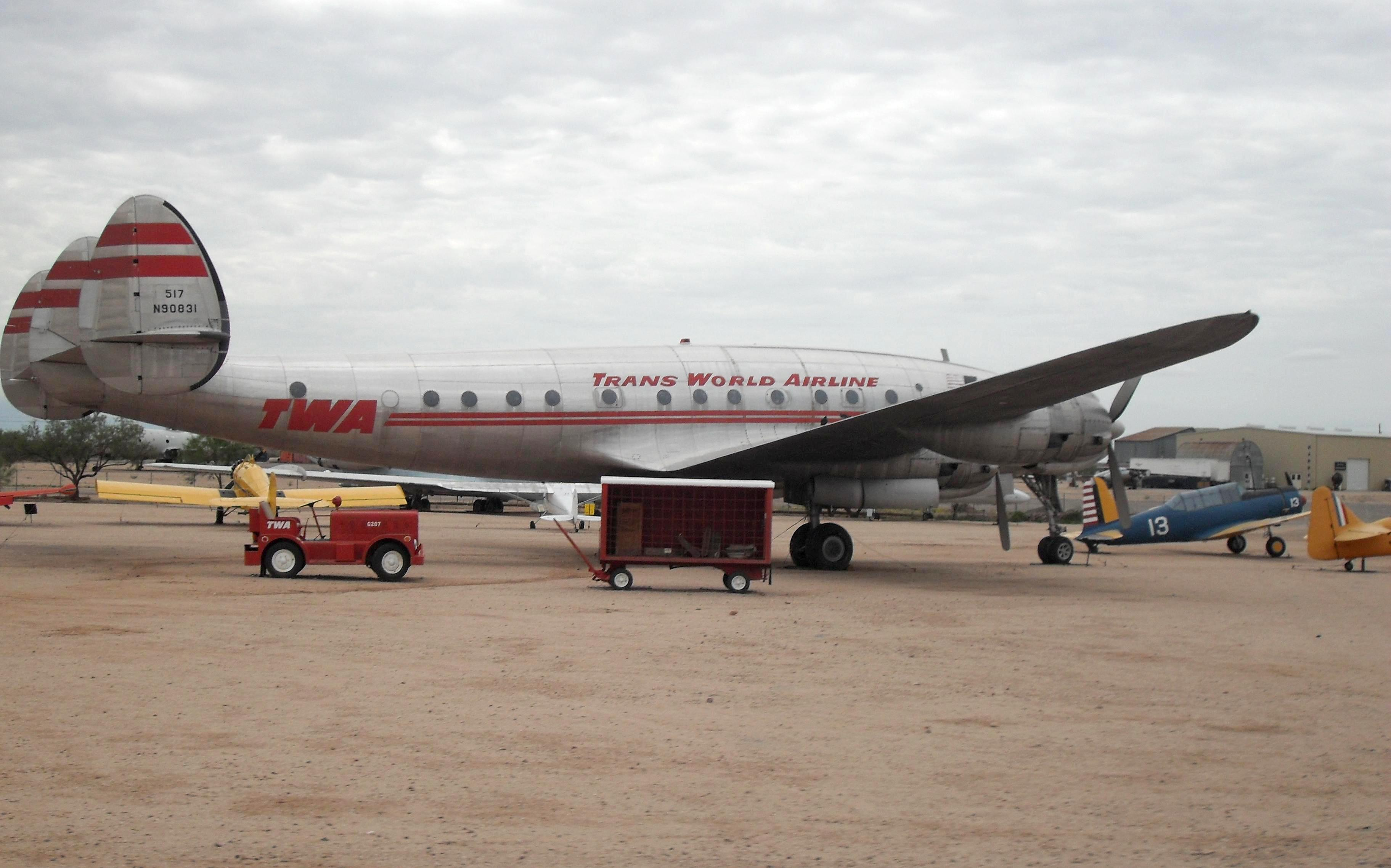
لوكهيد إل-049 كونستليشن
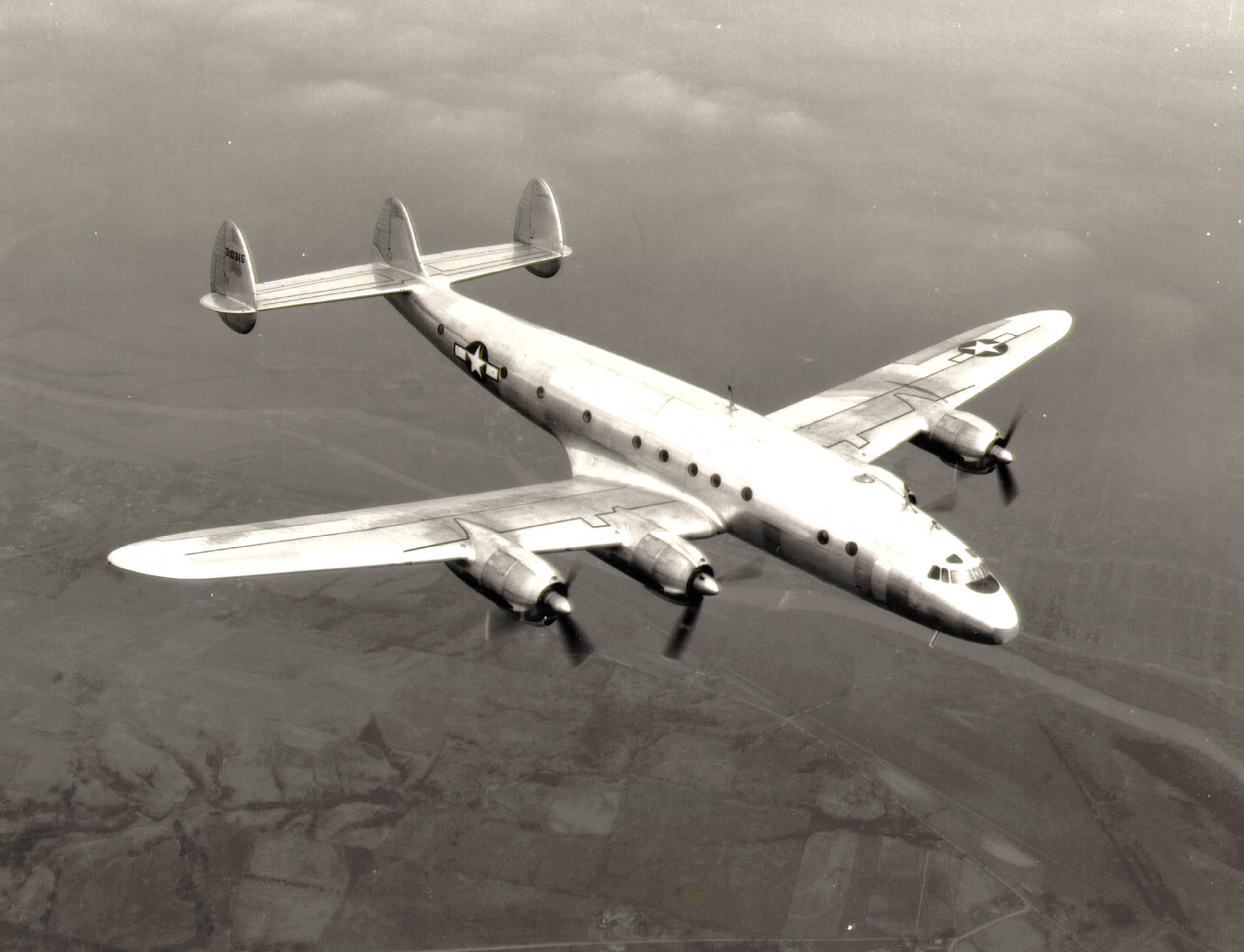
لوكهيد سي-69 كونستليشن
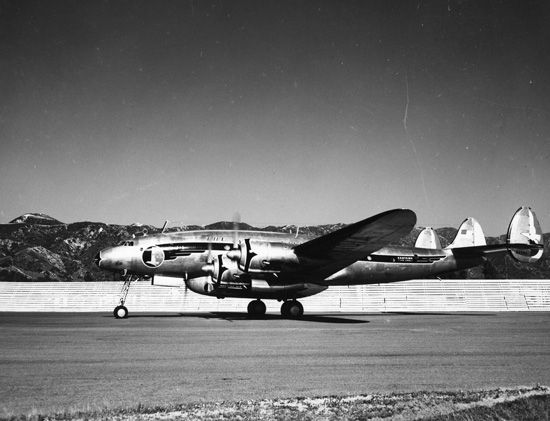
لوكهيد إل-649 كونستليشن
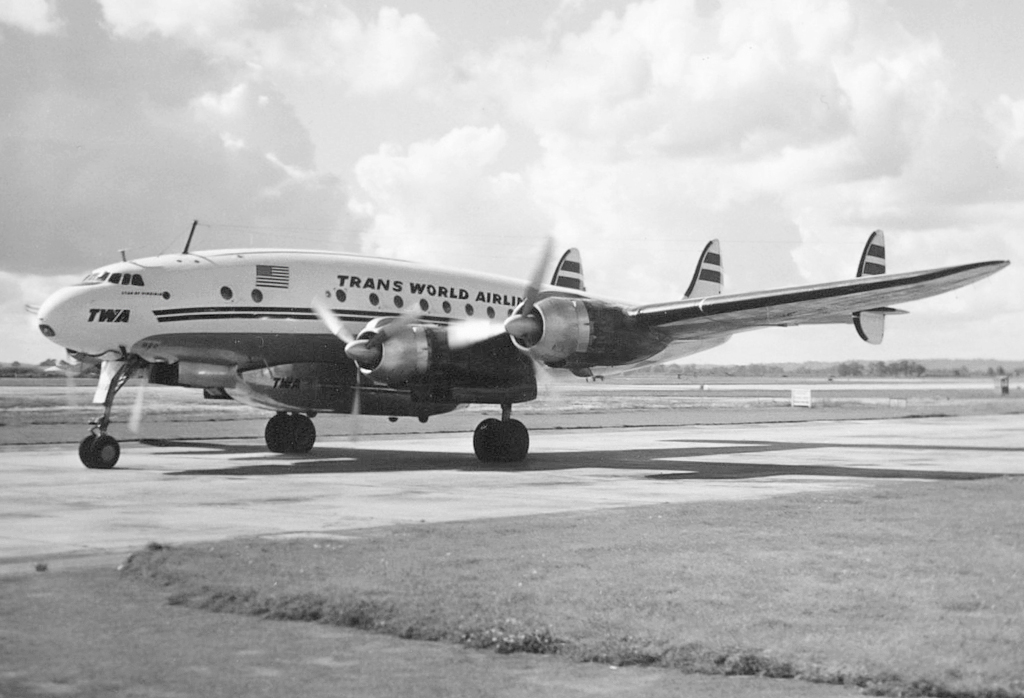
لوكهيد إل-749 كونستليشن
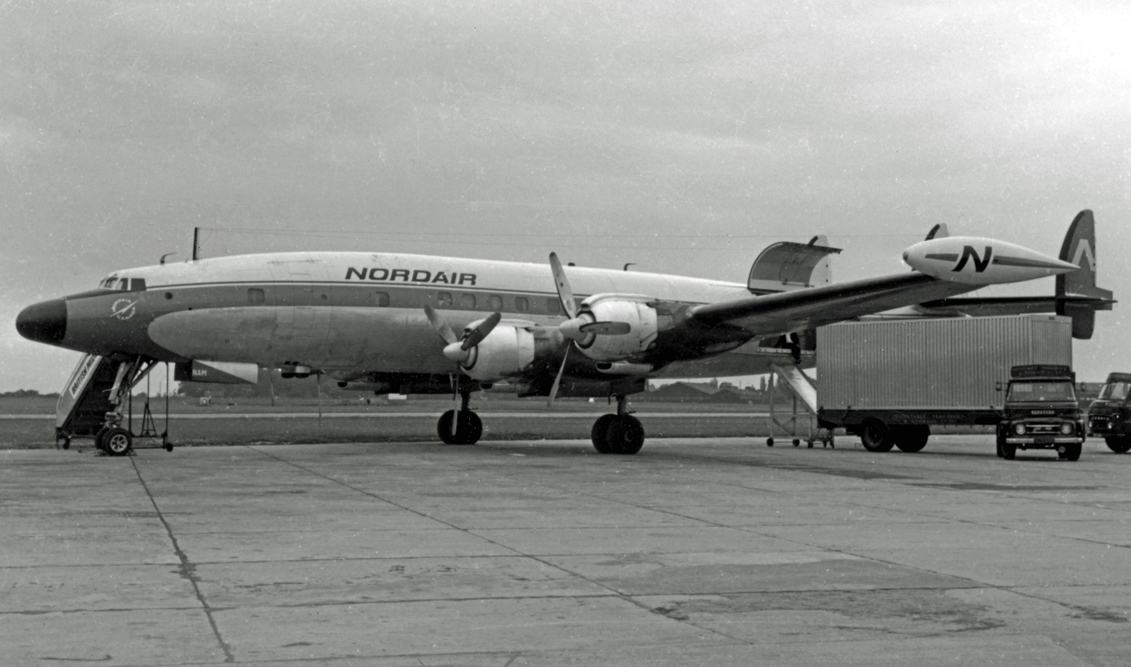
لوكهيد إل-1049 سوبر كونستليشن
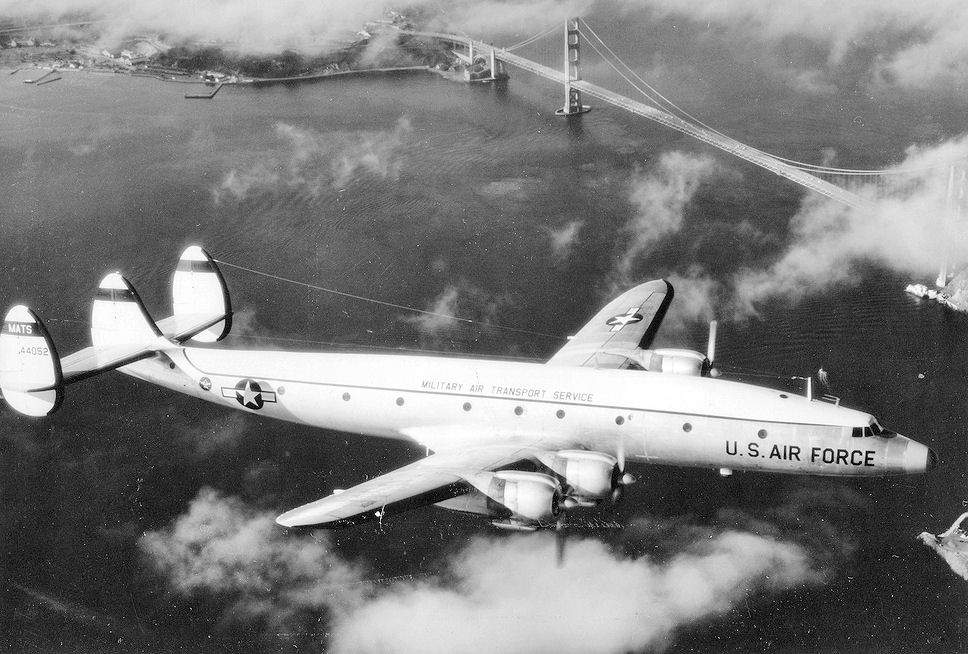
لوكهيد أر 7 في-1 كونستليشن
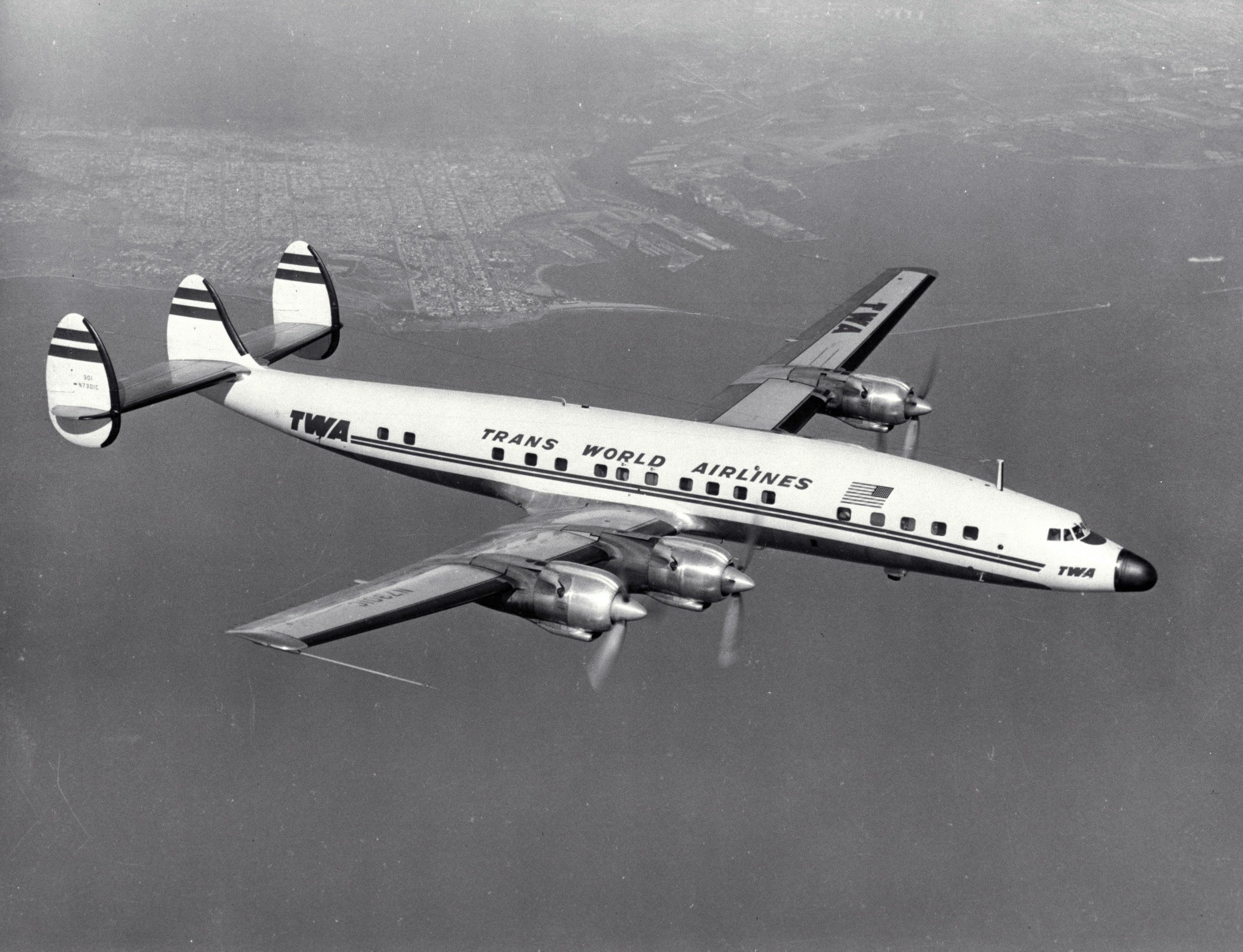
لوكهيد إل-1649 ستارلاينر
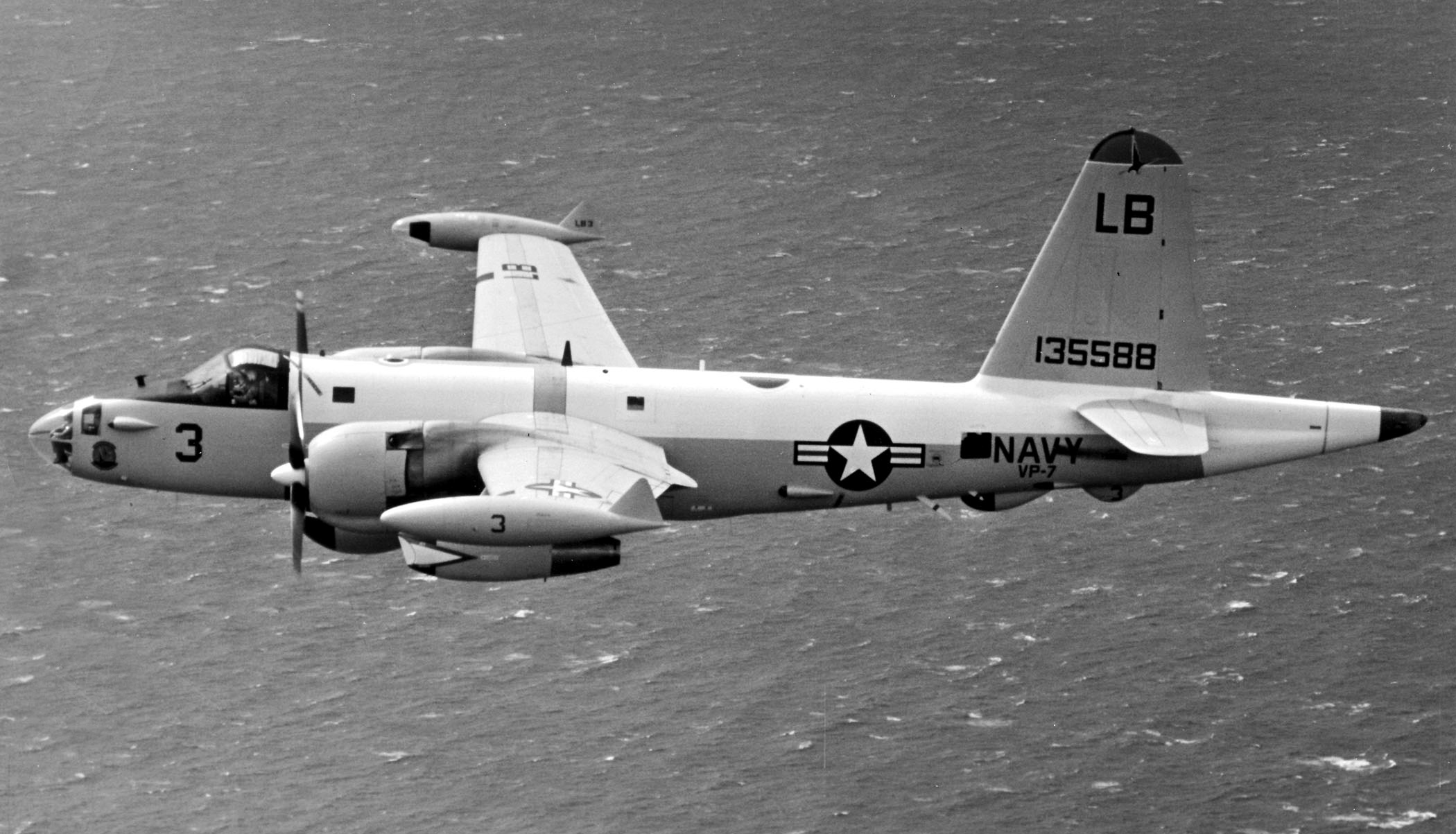
لوكهيد بي-2 نبتون
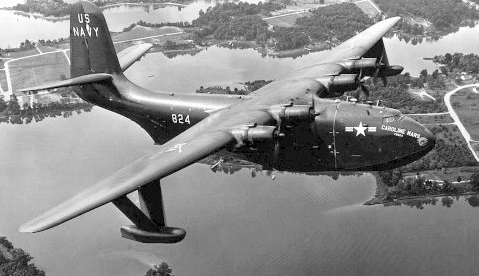
مارتن جيه أر إم مارس
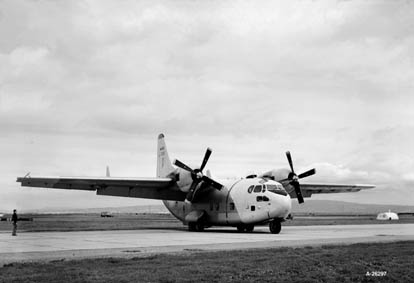
ستروكوف واي سي-134

## المواصفات (أر-3350-سي-118-بي ايه)

### مواصفات عامة
- النوع: محرك طائرة شعاعي مكون من 18 أسطوانات موضوعة في صفين.
- قطر الأسطوانة: 155.6 مم.
- الشوط: 160.2 مم.
- سعة المحرك: 54.86 لتر.
- الطول: 193 سم.
- القطر: 142 سم.
- الوزن الصافي: 1212 كجم.

### المكونات
- سلسة صمامات: صمامان لكل أسطوانة، يتم تحريكهم بواسطة أعمدة دفع.
- شاحن توربيني فائق: شاحن توربيني فائق مرحلة واحدة وثنائي السرعة.
- نظام الوقود: مكربن طراز تشاندلر إيفانز.
- نوع الوقود:130/100
- نظام التزييت: حوض جاف (بالإنجليزية: Dry sump).
- نظام التبريد: تبريد بالهواء.

### الأداء
- القدرة الناتجة: 2200 حصان عند 2800 دورة/دقيقة عند الإقلاع.
- كثافة القدرة: 0.66 حصان/بوصة مكعبة.
- نسبة الانضغاط: 1:6.85
- نسبة القدرة إلى الوزن: 0.82 حصان/باوند.

## مزيد من القراءة
- Gunston, Bill. World Encyclopedia of Aero Engines, 5th Edition. Phoenix Mill, Gloucestershire, UK: Sutton Publishing Limited, 2006. ISBN 0-7509-4479-X.
- Jane's Fighting Aircraft of World War II. London. Studio Editions Ltd, 1998. ISBN 0-517-67964-7.

## روابط خارجية
- بيانات حقائق عن محرك رايت آر-3350-57 من الموقع الإلكتروني للمتحف القومي للقوات الجوية الأمريكية.
- فيلم وثائقي قصير باللغة الإنجليزية عن إنتاج شركة كرايسلر لمحركات رايت دوبلكس سيكلون الشعاعية لطائرة سوبر فورترس.